# رولف أبيل
رولف أبيل (بالألمانية: Rolf Appel)‏ هو كيميائي ألماني، ولد في 25 فبراير 1921 في هامبورغ في ألمانيا، وتوفي في 30 يناير 2012.